# Olarán
Olarán es un despoblado que actualmente forma parte del barrio de Adurza y de los concejos de Arcaya y Mendiola, que está situado en el municipio de Vitoria, en la provincia de Álava, País Vasco (España).

## Historia
Documentado desde antiguo, estaba situado entre Adurza, Arcaya y Mendiola. Se desconoce cuándo se despobló.
Actualmente sus tierras son conocidas con los topónimos de Olaran (Adurza), Olarana (Arcaya) y Olaranbe (Mendiola).